# Luciana Lamorgese
Luciana Lamorgese (n. 11 septembrie 1953, Potenza, Basilicata, Italia) este un oficial și prefect italian, din 5 septembrie 2019 ministru de interne al guvernului Conte II.
Născută la Potenza la 11 septembrie 1953, a absolvit dreptul și este calificată ca avocat. Lucrează pentru Ministerul de Interne din 1979, devenind inspector prefect în 1989, viceprefect în 1994 și prefect în 2003. A fost prefectul Veneției din 2010 până în 2013, cu primarul democratic Giorgio Orsoni. În iunie 2013, Angelino Alfano a fost chemat de ministrul de Interne de atunci să-și îndeplinească rolul de șef al Statului Major, în locul lui Giuseppe Procaccini. În 2017, cu sfârșitul guvernului Renzi, a devenit prefect la Milano, în locul lui Alessandro Maragoni, care s-a retras. La 13 noiembrie 2018 a devenit consilier de stat, numit de Consiliul de Miniștri, prezidat de Giuseppe Conte, în primul său guvern.